# Pseudosolanderia sagamina
Pseudosolanderia sagamina is een hydroïdpoliep uit de familie Teissieridae. De poliep komt uit het geslacht Pseudosolanderia. Pseudosolanderia sagamina werd in 1988 voor het eerst wetenschappelijk beschreven door Hirohito. 